# Gyantse
Gyantse är en köping och huvudort i häradet Gyantse i den autonoma regionen Tibet. Den räknades tidigare till Tibets tredje största stad, men det finns idag minst tio större städer i regionen. Cirka 60 000 människor bor i staden.
Gyantse är bland annat känd för sin dzong, ett slags tibetanskt fort, och för Pelkor Chöde-klostret, som är den största chörten i Tibet finns.
Staden invaderades 1904 av britten Francis Younghusband, mot vilken 500 soldater i fortet kämpande i flera dagar innan de kapitulerade. 
- Wikimedia Commons har media som rör Gyantse.